# Ildus Achmetowitsch Faisow

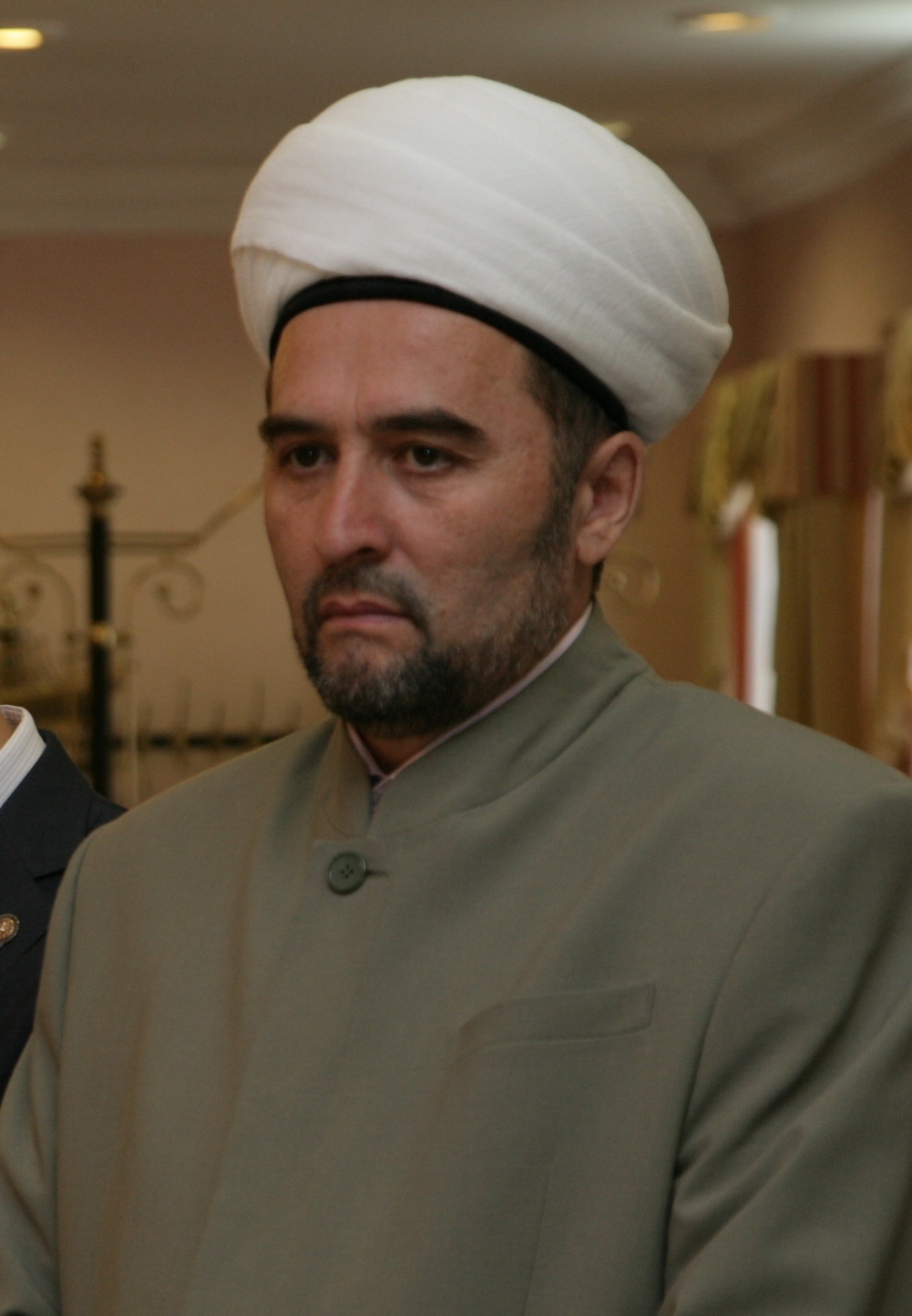
2011

Ildus Achmetowitsch Faisow (russisch Ильдус Ахметович Файзов; wiss. Il'dus Achmetovič Fajzov; geb. 1963) ist ein Mufti. Er war Vorsitzender der Geistlichen Verwaltung der Muslime der Republik Tatarstan (des Muftiats von Kasan) und damit Oberster Mufti von Tatarstan. In diesem Amt war er Nachfolger von Gusman Ischakow, bis er am 6. März 2013 aus gesundheitlichen Gründen zurücktrat. Am 17. April 2013 wurde als neuer Mufti der Republik Tatarstan einstimmig Kamil Samigullin gewählt.